# Ioan Bălănescu

Viceamiralul Ioan Bălănescu.

Ioan Bălănescu a fost un amiral român, care a deținut funcția de comandant al Marinei Române (1934-1937). 

## Biografie
Ioan Bălănescu a absolvit cursurile Școlii Militare de Artilerie, Geniu și Marină. După absolvirea școlii de ofițeri de marină, a deținut funcțiile de comandant ale navelor "Vedea" și "Teleorman" (1902), al torpilorului "Smeul" (1903), al canonierei "Grivița" (1906), al vedetei fluviale "Călinescu" (1910), iar apoi între anii 1917-1919 s-a aflat la comanda crucișătorului "Elisabeta". 
În anul 1923 este numit în funcția de comandant al Forței Navale Fluviale, iar în anul 1931 a preluat comanda Diviziei de Mare. După un an, în 1932, contraamiralul Bălănescu, vicepreședinte al Ligii Navale Române (L.N.R) și președinte al secției Constanța, a inițiat înființarea în cadrul Secției Ligii Navale Române din Constanța a unui Muzeu al Marinei, fiind și primul donator de obiecte din partea Diviziei de Mare.
În perioada 13 ianuarie 1934 - 2 noiembrie 1937, viceamiralul Ioan Bălănescu a deținut funcția de comandant al Marinei Militare Române. În paralel cu activitatea operativă, el a desfășurat și o bogată activitate publicistică, având un număr impresionant de articole în revista "Marea Noastră" și publicând mai multe volume de specialitate referitoare la istoria marinei.

## Activitate publicistică
Viceamiralul Ioan Bălănescu este autorul mai multor articole de tactică militară navală:
- Istoria războaielor maritime și tactica navală (București, 1920)
- Cooperarea marinei cu armate de uscat în războiul pe fluvii, în “Anuarul Marinei” (1926)
- Acțiunea flotilei de operațiuni române la Turtucaia, în “Revista Marinei” nr. 1 / 1927
- Flota de Mare, datoria neamului nostru, în “Revista Marinei” nr. 3 / 1929
- Ofensiva și defensiva navală, în “Revista Marinei” nr. 4 / 1929
- Puterea maritimă, ca factor de civilizație și de apărare națională (Editura Militară, București, 1967)